# アミノ酸発酵
アミノ酸発酵（アミノさんはっこう）とは、微生物の生体内で必要な物質を作るときに行われる発酵作用を利用してアミノ酸を合成するアミノ酸の製法の一種である。味噌や、醤油などの発酵食品も菌によるアミノ酸発酵を利用して製造されている。工業的には、協和醱酵工業（現・協和キリン）の田中勝宣、中山清、木下祝郎、鵜高重三による「うま味」を呈する物質であるグルタミン酸ナトリウムの発酵生産から始まり、現在では動物飼料・医薬品用などの様々なアミノ酸が製造されている。

## アミノ酸のその他の製造方法との違い
アミノ酸の製造方法には発酵法の他に、酵素法、抽出法、合成法などがある。
酵素法では1、2種類の酵素を利用してアミノ酸になる手前の物質を目的とするアミノ酸に変換させる。

### 酵素法
酵素法では、微生物の増殖をともなわず、グルコースからの長い化学反応のプロセスを経ずに、特定のアミノ酸に変換することができる。酵素法は、アミノ酸になる直前の物質が安価に供給されるとき、製造効果が高くなる。

### 抽出法
抽出法ではタンパク質を分解して各種のアミノ酸を得るが、原料タンパク質に含まれる個々のアミノ酸の量によって生産量が制約される。そのため、特定のアミノ酸だけを大量に生産する目的には適さない。

### 合成法
合成法は、化学反応によってアミノ酸を製造する方法である。初期のアミノ酸製造には、この方法も多く用いられた。しかし、化学反応では鏡像異性体であるL体とD体のアミノ酸が同時に等量生成されるため、生成したD体のアミノ酸を再びL体に変換する工程が必要であった。その為、製造工程や製造設備が複雑になり次第に使用されなくなった。しかし、今でもD体とL体の区別が無いアミノ酸であるグリシンや、使用時にD体とL体を区別する必要の無い一部のアミノ酸の製造には用いられている方法である。

### 発酵法
発酵法は、コンパクトな設備で必要とするアミノ酸を低コストで大量に生産できる利点があり、これがアミノ酸市場を拡大する大きな原動力となった。1960年代にグルタミン酸の製造が抽出法から発酵法に切り換ったことを始めとして、他のアミノ酸も順次、発酵法への転換が図られた。

## アミノ酸の発酵生産
ここでは微生物 を用いてアミノ酸を生産する方法を発酵法と表すことにするが、その方法は複数ある。現在のところ発酵生産菌は3つのタイプに分類される。その内、野生株の利用は最も早く開発された。それらはグルタミン酸生産菌に代表される。その後、栄養要求性変異株が採取、使用され野生株では生産できないアミノ酸の幾つかを生産可能とした。最近では薬剤耐性変異株の導入により、さらに多種のアミノ酸生産が可能となった。以下、順を追ってこれらを説明する。

### 培養法

#### 炭素・窒素源から直接生産する方法

##### 野生株を用いる方法
グルコース、糖蜜、ペントース、酢酸、エタノール、n-パラフィンなどの炭素源と、アンモニア、硫安、塩安、尿素などの窒素源から、菌を増殖させながら、直接アミノ酸を生産する方法であり、大部分のアミノ酸がこの方法によって生産されている。
- グルタミン酸：Micrococcus varians、Corynebacterium glutamicum、Brevibacterium flavum、Brevibacterium lactofermenturn、Brevibacterium divaricatum、Brevibacterium thiogenitalis、Microbacterium ammoniaphilumなどのグルタミン酸生成菌はいずれもビオチンを要求し、培地中のビオチン濃度を制限することにより、対糖吸収率40%以上でグルタミン酸を生成する。

発酵培地に用いる主原料の炭素源は、グルコース、糖蜜などに加えてペントーズ、酢酸、エタノール、n-パラフィンなどが使われる。グルコースから収率よくグルタミン酸を生産する菌のいくつかは酢酸からも生成する。
グルタミン酸生成菌は、培地中のビオチン濃度が制限された場合、最大のグルタミン酸蓄積を与える。ビオチン過剰濃度存在下では、グルタミン酸は蓄積されずアラニン、アスパラギン酸、グリシンなどが蓄積するが、ペニシリンなどの抗生物質、界面活性剤を存在させるとグルタミン酸を著量蓄積させる。
その他、アラニン、グルタミン、プロリン、バリンも野生株によって蓄積する。

##### 栄養要求性変異株を用いる方法
微生物菌体内では高等動植物の体内とはぼ同等の代謝調節機構が働いており、この調節機構を解除させることにより菌体構成成分およびその中間体の過剰生合成が可能になる。代謝調節機構を解除させる方法として大きく分けると、栄養要求性を付加させる方法、薬剤耐性を付加させる方法、菌体内生成物の膜透過性を変える方法などがある。栄養要求変異株を用いるアミノ酸の生成は次のようになっている。
- グルタミン酸：Brevibacrerium thiogenitalis から得られたオレイン酸要求株は、ビオチン過剰存在下でもグルタミン酸を生産する。これはグルタミン酸生合成が活発になったというより、菌体細胞膜に変化が生じ菌体内で生成したグルタミン酸が透過しやすくなったと考えられる。
- リジン：食品、飼料、医薬品などの用途に近年需要が増大しているリジンは、 Corynebacterium glutamicum のスレオニン＋メチオニン（またはホモセリン）要求株により著量蓄積することが見出され、糖蜜を用いて工業化されている。 Brevibacterium flavum のスレオニン要求株もリジンを蓄積するが、さらにスレオニン感受性を付加させた変異株はグルコース、酢酸からそれぞれリジンを蓄積し、後者の場合は発酵培地中7.5 g/dLもの蓄積濃度となっている[4]。